# Escalenoedro

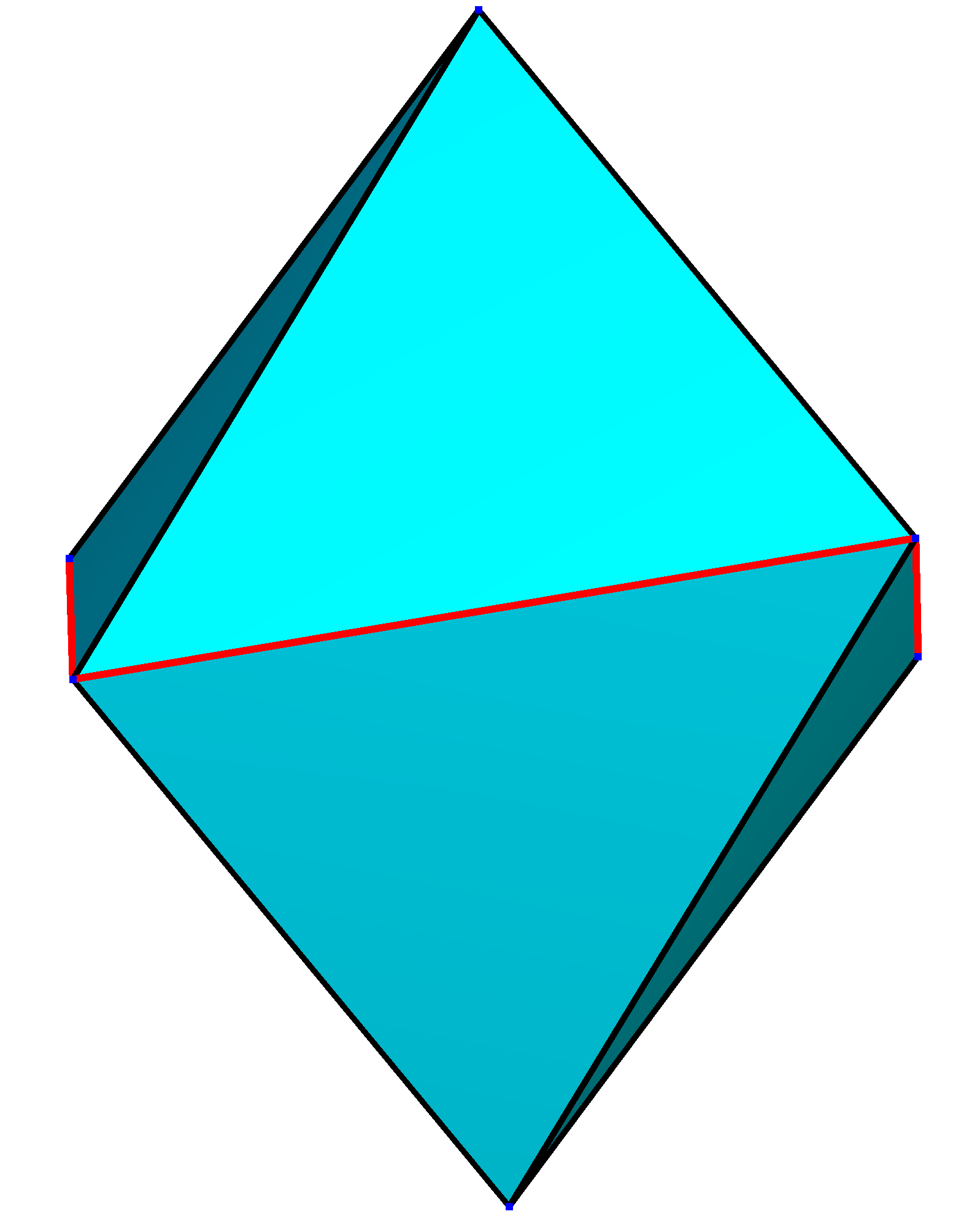
Escalenoedro

Triángulo escaleno

En geometría, un escalenoedro es un tipo de poliedro formado por caras iguales que tienen forma de triángulo escaleno. Puede tener 8 caras (octaedro) o 12. 

## Poliedro irregular
El escalenoedro es un poliedro irregular, puesto que aunque las caras son iguales entre sí, cada una de ellas está formada por triángulos cuyos tres ángulos son diferentes.

## Cristalografía
Algunos minerales que pueden cristalizar en forma de escalenoedro son la calcita y el corindón.